# Mariene provincie Somalië/Arabië
De Mariene provincie Somalië/Arabië (19) (Engels: Somali/Arabian marine province) is een biogeografische provincie en ligt in het noordwesten van de Indische Oceaan in het Marien rijk Westelijke Indo-Pacific. De mariene provincie is vastgesteld door het World Wide Fund for Nature en The Nature Conservancy en is vernoemd naar Somalië en het Arabisch schiereiland.
In het noordoosten grenst het gebied aan de mariene provincie West- en Zuid-Indiaas Plat (21), in het zuidwesten aan de mariene provincie Westelijke Indische Oceaan (20) en doorkruist door de mariene provincie Rode Zee en Golf van Aden (18).

## Geografie
De mariene provincie ligt in de Perzische Golf, Golf van Oman, voor de zuidkust in het zuidwesten van Pakistan, voor de kust van Oman, de zuidoostkust van Jemen (maar niet de zuidkust) en de oostkust van Somalië.

## Biogeografie
Het gebied kent zeeleven dat houdt van tropische temperaturen.

## Mariene ecoregio's
Deze mariene provincie bestaat uit 4 mariene ecoregio's:
- Mariene ecoregio Perzische Golf (90)
- Mariene ecoregio Golf van Oman (91)
- Mariene ecoregio Westelijke Arabische Zee (92)
- Mariene ecoregio Centrale Somalische Kust (93)